# The Seas with Nemo & Friends
The Seas with Nemo & Friends est une attraction du The Seas with Nemo & Friends Pavilion (anciennement The Living Seas) à Epcot en Floride. Elle utilise l'énorme réservoir du pavillon reproduisant un récif corallien pour présenter le monde de la mer en compagnie des personnages du Monde de Nemo.

## L'attraction
L'attraction remplace Seacabs qui était un voyage de 3 minutes à bord de véhicules biplaces (Omnimover) le long de tunnels posés sur le sol du réservoir, à travers le récif de corail. Cette version reprend le même principe en ajoutant les personnages du Monde de Nemo.
L'attraction utilise un scénario similaire à celui de Finding Nemo Submarine Voyage à Disneyland, remplaçant les Submarine Voyage mais avec une différence importante les poissons seront tous des vrais sauf quelques-uns.
- Nom : The Seas with Nemo & Friends
- Nom de développement : Nemo's Undersea Adventure[1]
- Ouverture : 4 janvier 2007
- Durée : environ 3 min
- Véhicule : Clamfishs
- Type d'attraction : Parcours scénique
- Situation : 28° 22′ 30″ N, 81° 33′ 03″ O
- Attraction précédente :
  - Seacabs.

## Commentaires
L'attraction a été développée sous le nom de Nemo's Undersea Adventure comme l'atteste une annonce envoyée aux membres du Disney Vacation Club le 12 septembre 2006, mais le lendemain, les détenteurs de Passeport Annuel ont reçu une annonce stipulant le nom de The Seas with Nemo & Friends. La prévisualisation accordée à ces membres et détenteurs étaient prévue pour les 13, 14 et 15 octobre 2006.